# Cephalotaxus wilsoniana
Cephalotaxus wilsoniana е вид растение от семейство Cephalotaxaceae. Видът е застрашен от изчезване.

## Разпространение
Разпространен е в Тайван.